# Isidoro Piubellini
Isidoro Piubellini (Tartano, 20 ottobre 1909 – Ronago, 12 gennaio 1986) è stato un ciclista su strada italiano, professionista e indipendente dal 1934 al 1938.

## Carriera
Ciclista dell'Unione Sportiva Legnanese, nel 1934 fu attivo come indipendente, aggiudicandosi la Targa d'Oro Città di Legnano e piazzandosi terzo nella Milano-Mantova, battuto da Enrico Bovet e Mario Lusiani. Quell'anno partecipò anche al Giro d'Italia e giunse terzo nella tappa di Milano vinta da Giuseppe Olmo; riuscì anche a piazzarsi terzo nell'impegnativa prova di fondo Roma-Napoli-Roma, alle spalle di Learco Guerra e Umberto Guarducci.
Nel biennio 1935-1936 vestì la maglia della Legnano diretta da Eberardo Pavesi; nel 1935 vinse la "classica" milanese Coppa San Geo. Fu attivo infine in maglia Dei nel 1938.

## Palmarès
- 1933 (dilettanti)

Milano-Genova
- 1934

Giro della Bergamasca
Targa d'Oro Città di Legnano
- 1935

Coppa San Geo
Criterium d'Apertura

## Piazzamenti

### Grandi Giri
- Giro d'Italia

1934: 21º
1935: ritirato
1936: 30º
1938: ritirato

### Classiche monumento
- Milano-Sanremo

1934: 58º
1936: 28º
1937: 48º
1938: 37º
- Giro di Lombardia

1933: 38º
1935: 8º